# Claus Offe
Claus Offe (Berlim, 16 de março de 1940) é um sociólogo da política, de orientação marxista. Ele recebeu o título de PhD pela Universidade de Frankfurt e sua habilitação pela Universidade de Konstanz. Na Alemanha, assumiu cadeiras de ciência política e sociologia política nas universidades de Bielefeld (1975 a 1989), Bremen (1989 a 1995) e na Universidade Humboldt de Berlim (1995 a 2005). Ele trabalhou como professor visitante na Universidade Stanford, Universidade de Princeton, Universidade Nacional da Austrália, Universidade da Califórnia em Berkeley e a Universidade New School em Nova Iorque. Atualmente, ensina sociologia política em uma universidade privada de Berlim, a Hertie School of Governance.
Claus Offe casou-se com Ulrike Poppe em 2001.

## Pensamento
Claus Offe começou sua etapa universitária na Alemanha Ocidental, na Universidade de Colônia, onde estudou sociologia, economia e filosofia. Posteriormente, se transferiu para a Universidade Livre de Berlin, tornando-se professor titular em 1965. Durante o período de 1965 a 1969 foi professor assistente no Seminário de Sociologia, incluindo o Seminário de Sociologia no Instituto de Investigação Social, na Universidad de Frankfurt, sob a tutela do afamado professor representante da Teoria Crítica Jürgen Habermas.
Em 1968 obteve seu título de Doutor em Sociologia pela Universidade de Sociologia, na Faculdade de Economia e Ciências Sociais da Universidade de Frankfurt, com sua tese intitulada Leistungsprinzip und industrielle Arbeit : Mechanismen der Statusverteilung in Arbeitsorganisationen der industriellen "Leistungsgesellschaft" (Princípio de desempenho e trabalho industrial: Mecanismos da distribuição de status nas organizações de trabalho da "meritocracia" industrial). Claus Offe é considerado parte da segunda geração da Escola de Frankfurt. Fez notáveis contribuições para a compreensão das relações entre democracia e capitalismo. Seu trabalho recente aborda economias e estados em transição democrática.
Entre 1969 e 1971 foi beneficiário nas Universidades da Califórnia, Berkeley e da Universidade de Harvard. Em 1973 foi habilitado no Departamento de Ciência Política da Universidade de Konstanz (na região administrativa de Freiburg, Alemanha). Lecionou nas Cátedras de Ciência Política e Sociologia Política na Universidade de Bielefeld (1975-1988); na Universidade de Bremen (1988-1995), onde foi nomeado chefe do Departamento de Teoria e Constituição do Estado de Bem-estar e na Universidade Humboldt de Berlin (1995-2005). Ademais, tem sido professor visitante nos Institutos de Estudos Avançados de Stanford, Princeton, Universidade Nacional da Austrália, Universidade de Harvard, Universidade da Califórnia, Berkeley e New School University.
Atualmente continua suas investigações. Seu recente trabalho está focado em economias e Estados em transição para democracia. Offe está casado com Ulrike Poppe, fundadora da Rede Mulheres pela Paz.
Claus Offe é mais conhecido do grande público por sua obra "Capitalismo desorganizado" (1985), na qual descreve a relação entre a sociedade e o Estado no capitalismo avançado e trata de várias questões relacionadas a esse estágio do capitalismo. O desenvolvimento do Estado, segundo Claus Offe, é determinado pelos seguintes critérios: 1) promoção da paz social, 2) promoção dos direitos da cidadania, 3) ação ativa da cidadania como fonte da sua legitimidade, 4) distribuição de recursos e a administração da sociedade, nos termos do Estado de bem-estar keynesiano.
De acordo com Offe incumbe ao Estado regular a relação entre a sociedade civil e sua matriz do poder social e a autoridade política. Produzir, enfim, um equilíbrio entre as forças sociais e as funções políticas. As políticas keynesianas visam manter o crescimento econômico, e o Estado de bem-estar social objetiva garantir os direitos dos trabalhadores, principalmente quando ameaçados por crises econômicas. Uma multiplicidade de funções é exercida pelo Estado moderno, sendo impossível reduzir essa complexidade.
Um novo estado da relação entre as forças do trabalho e do capital se constituiu no momento em que escreve. A interação regular entre as empresas e suas entidades de representação e o trabalho, através dos sindicatos, característica da sociedade das grandes corporações e do capitalismo financeiro, sofreu uma ruptura, resultado da reestruturação e da recessão vivida no período.
Uma série de fatores afetaram o processo econômico e o sistema político dessa sociedade. Fatores como a mudança na estrutura ocupacional, fim do pleno emprego, divisão crescente entre empregados e desempregados, crescimento do setor de serviços e do setor informal, dificuldade das organizações corporativas em cumprir os seus objetivos e de administração das demandas políticas e conflitos distributivos implicaram em profundas mudanças no processo político das democracias liberais, favorecendo o surgimento de uma cultura pós-moderna e de interesses fragmentados. Um desafio colocado para essa sociedade.